# Jean-Francois Durand
Jean-Francois Durand es un deportista neocaledonio que compitió en judo. Ganó una medalla de plata en el Campeonato de Oceanía de Judo de 2006 en la categoría de –100 kg.

## Palmarés internacional
| Campeonato de Oceanía | Campeonato de Oceanía | Campeonato de Oceanía | Campeonato de Oceanía |
| Año                   | Lugar                 | Medalla               | Categoría             |
| --------------------- | --------------------- | --------------------- | --------------------- |
| 2006                  | Papeete (Francia)     | Medalla de plata      | –100 kg               |